# La Villégiature
Pour le film de Marco Leto sorti en 1973, voir La Villégiature (film).
La Villégiature (La villeggiatura) est une pièce de théâtre de Carlo Goldoni écrite et représentée en 1761.
Composée de trois comédies, la trilogie comporte : Le smanie per la villaggiatura (La Manie de la villégiature), Le avventure della villeggiatura (Les Aventures de la villégiature) et Il ritorno della villeggiatura (Le Retour de la villégiature). Elles peuvent être jouées séparément mais dans sa préface, l'auteur note que dans une représentation continue « le lecteur observera mieux la continuité de ces caractères soutenus au fil de trois actions différentes ».

## Historique
Écrite pour le théâtre San Luca de Venise, l'œuvre s'étend sur tout un été, accompagnant la vie et les péripéties d'un petit groupe de bourgeois de Livourne partant en villégiature, passant leur temps en jeux et en commérages dans la chaleur et la lascivité, puis rentrant ruinés se calfeutrer chez eux à l'approche du froid.

## La Manie de la villégiature
La Manie de la villégiature est une pièce de théâtre en trois actes.
À Livourne, Filippo et sa fille Giacinta d'une part, et Leonardo et sa sœur Vittorina d'autre part, préparent fébrilement leur séjour à la campagne. Leonardo, qui est amoureux de Giacinta, espère voyager avec elle mais dans un moment de distraction Filippo a invité Guglielmo également amoureux de la jeune femme. S'ensuivent disputes, jalousie et extravagances que réussit à calmer un ami commun : Giacinta est promise à Leonardo.

## Les Aventures de la villégiature
Les Aventures de la villégiature est une pièce de théâtre en trois actes.
À Montenero, lieu de la villégiature, tandis que les maîtres dépensent sans compter afin de paraître et de tenir leur rang, les domestiques s'en donnent à cœur joie profitant de la frivolité de la vie nocturne et des douceurs de la campagne. Bien que fiancée à Leonardo, Giacinta commence à éprouver de tendres sentiments à l'égard de Guglielmo mais celui-ci, pour se tirer d'une situation épineuse, demande la main de Vittorina à Leonardo qui la lui accorde immédiatement. Par ailleurs, une vieille tante de Giacinta s'éprend du jeune Ferdinando que la perspective d'une donation aide à faire abstraction de la différence d'âge. 

## Le Retour de la villégiature
Le Retour de la villégiature est une pièce de théâtre en trois actes. L'action se déroule à Livourne, chez Leonardo et chez Filippo.

## Représentations deLa Villégiatureen France

### 1978
Dans une traduction de Félicien Marceau, l'une des mises en scène les plus célèbres est celle de Giorgio Strehler au théâtre national de l'Odéon pour la Comédie-Française en 1978 (reprise en 1979), avec : 
- Pierre Dux (en alternance avec Bernard Dhéran) : Filippo
- Jacques Eyser : Fulgenzio
- François Beaulieu : Guglielmo
- Claude Giraud : Leonardo
- Marcel Tristani : Paolo
- Yves Pignot : Cecco
- Gérard Giroudon (en alternance avec Raymond Acquaviva) : Tognino
- Jacques Sereys : Ferdinando
- Denise Gence : Sabina
- Françoise Seigner : Costanza
- Ludmila Mikaël : Giacinta
- Catherine Hiegel : Brigida
- Catherine Salviat : Vittoria
- Bernadette Le Saché : Rosina

Une diffusion intégrale, en direct de la pièce (durée de cinq heures), a été réalisée par Pierre Badel en février 1979.

### 2002
En 2002, Jean-Louis Benoît met en scène la Trilogie de la Villégiature lors du 66e Festival d'Avignon. La pièce est présentée au Cloître des Carmes et reprise ensuite au Théâtre national de Marseille La Criée, avec Jean-Claude Barbier, Ninon Brétécher, David Gouhier, Catherine Rétoré, Richard Mitou, Jean-Marie Frin, Jean-Claude Bolle-Reddat, Karen Rencurel, Stéphanie Labbé, Christine Pignet, Louis Merino, Éric Bérenger, Cécile Chèvre, Émilie Chevrier, Justine Paolini, Thierry de Monterno

### 2012
En 2012, Alain Françon signe une nouvelle mise en scène à la Comédie-Française avec une nouvelle traduction de Myriam Tanant (certaines scènes non retenues dans les autres versions réapparaissent) avec :
- Anne Kessler : Vittoria
- Éric Ruf : Paolo
- Bruno Raffaelli : Fulgenzio
- Florence Viala : Costanza
- Jérôme Pouly : Cecco
- Laurent Stocker : Leonardo
- Guillaume Gallienne : Guglielmo
- Michel Vuillermoz : Ferdinando
- Elsa Lepoivre : Brigida
- Hervé Pierre : Filippo
- Adrien Gamba-Gontard : Tognino
- Georgia Scalliet : Giacinta
- Adeline d'Hermy : Rosina
- Danièle Lebrun : Sabina

### 2022
En 2022, la Trilogie de la villégiature est mise en scène au théâtre des Célestins à Lyon, par Claudia Stavisky. 
- Pauline Cheviller : Vittoria
- Frédéric Borie : Paolo, Berto, Beltrame, Cecco, Gianni, Tita
- Éric Caruso : Fulgenzio
- Anne de Boissy : Costanza
- Frédéric Borie : Cecco
- Benjamin Jungers : Leonardo
- Maxime Coggio : Guglielmo
- Daniel Martin : Ferdinando
- Julie Recoing : Brigida
- Bruno Raffaelli : Filippo
- Marin Moreau : Tognino
- Savanah Rol : Giacinta
- Lise Lomi : Rosina
- Christiane Cohendy : Sabina